# Fanfare for a New Theatre
La Fanfare for a New Theatre è una composizione per due trombe di Igor' Fëdorovič Stravinskij scritta a Hollywood nel 1964 e dedicata a Lincoln Kirstein e George Balanchine.

## Storia
Lincoln Kirstein, mecenate e amministratore del Lincoln Center for the Performing Arts di New York, per l'aprile del 1964 aveva programmato l'apertura del New York State Theater che avrebbe fatto parte dello stesso Lincoln Center e che doveva essere la sede del New York City Ballet. La serata inaugurale comprendeva, oltre ad altre opere, anche due lavori di Stravinskij, i Movimenti per pianoforte e orchestra e Agon balletto per 12 danzatori. Per aprire la serata Kirstein voleva due trombe ad annunciare l'evento sull'esempio del Festspielhaus di Bayreuth; esse dovevano essere  poste ai lati della balconata più alta del teatro e suonare per 30 secondi esatti. L'incarico fu dato a marzo allo stesso Stravinskij che, inizialmente, rifiutò poiché i tempi per poter scrivere il lavoro erano strettissimi, ma alla fine realizzò il brano in soli due giorni per il 23 marzo, nel tempo giusto per l'inaugurazione del teatro che avvenne il 19 aprile 1964.

## Analisi
La Fanfara è la più breve composizione di Stravinskij, dura infatti esattamente 30 secondi se vengono rispettate le indicazioni del metronomo, così come voluto da Kirstein. Il brano è costituito da un'introduzione all'unisono delle due trombe seguita da un'unica battuta di 78 crome. La struttura è basata sulla tecnica dodecafonica e segue una serie simile a quella già utilizzata nei Movimenti per piano e orchestra. L'uso delle due trombe è paritario ed esse eseguono la stessa linea musicale, ma mai simultaneamente. Gli scambi fra i due strumenti sono rapidi e senza regolarità, basati su precisi schemi ritmici, tanto da far dire a White che «L'effetto delle due trombe è come quello di due gagliardetti che volano e scoppiettano in un vento vivace».